# Эксивель, Хуан де
Хуа́н де Эскиве́ль (исп. Juan de Esquivel; ок. 1480, Севилья — 1513, Ямайка) — испанский конкистадор, завоеватель и первый губернатор острова Ямайки.

## Биография
В возрасте 13 лет Хуан де Эскивель в 1493 году сопровождал адмирала Христофора Колумба во время его второго путешествия в Америку. В конце ноября 1493 году испанцы прибыли на остров Эспаньолу (Гаити), где Хуан де Эскивель оставался в течение длительного времени и принял участие в завоевание острова и покорении коренных жителей — индейцев-таино.
В 1502 году после назначения новым губернатором Эспаньолы Николаса де Овандо Хуан де Эскивель получил чин лейтенанта. В 1503 году по приказу губернатора он во главе отряда из 300—400 испанских солдат предпринял карательный поход на область Игуэй, где поднял восстание главный касик Котубано и перебил гарнизон в форте Хигуэй. Испанцы подавили индейское восстание и взяли в плен Котубано, который был повешен в Санто-Доминго.
Согласно испанскому хронисту Бартоломе де Лас Касасу, касик Котубано с давних пор находился в тесной дружбе с конкистадором Хуаном де Эскивелем. По древнему обычаю острова Эспаньола друзья обменялись именами. Обмен именами означал, что люди породнились, а к родственникам местные индейцы-таино относились к уважением. Конкиста на острове продолжалась. Индейцы бежали из своих поселений в горы и леса, скрываясь от испанцев. Конкистадоры убивали непокорных индейцев, а остальных превращали в рабов. Многие беженцы укрылись во владениях касика Котубано. Котубано также со своими подданными бежал на соседний остров Саона. Испанские солдаты под руководством Хуана де Эскивеля (побратима касика), преследуя таино, также переправились на этот остров, где разделились на два отряда. Котубано вместе с семьей был схвачен и доставлен в Санто-Доминго, где его повесили по приказу губернатора Николаса де Овандо, хотя Хуан де Эскивель и просил сохранить ему жизнь. 
После подавления индейского восстания Хуан де Эскивель основал города Игуэй (столица современной провинции Ла-Альтаграсия в Доминиканской республике) и Санта-Крус-дель-Эль-Сейбо.
В 1509 году по заданию губернатора Эспаньолы Николаса де Овандо Хуан де Эскивель с испанским отрядом (70 чел.) отправился на соседний остров Ямайку, где после длительной борьбы подчинил местных индейцев и присоединил остров к владениям испанской короны. В том же году он основал колонию на северном побережье острова, где Христофор Колумб потерпел кораблекрушение в 1503 году. Посёлок получил название Севилья ла Нуэва (современный город Сент-Энс Бей). Это было первое испанское поселение на Ямайке и третье в Новом Свете. Хуан де Эскивель был назначен первым испанским губернатором Ямайки, он первым стал разводить на острове крупный рогатый скот, свиней и лошадей. Он также был основателем первого портового поселка и верфи на острове на месте современного посёлка Олд-Харвор Бей.
Осенью 1513 года Хуан де Эскивель скончался на Ямайке.